# Perizoma quadriplaga
Perizoma quadriplaga är en fjärilsart som beskrevs av Paul Dognin 1911. Perizoma quadriplaga ingår i släktet Perizoma och familjen mätare. Inga underarter finns listade i Catalogue of Life.